# Nagy Dezső (kántortanító)
Nagy Dezső, Nagy Dezső Károly (Örös, 1888. május 2. – Cigánd, 1968. október 11.) református kántortanító, karnagy, orgonista.

## Élete
Nagy Károly és Pál Zsófia gyermekeként született, a mai Szlovákiához tartozó Örösön. A sárospataki tanítóképző elvégzése után 1907-ben került Cigándra. Iskolai kántortanítói tevékenysége mellett, karnagya volt az 1908-ban alapított református énekkarnak, ami akkoriban a Bodrogközben a legnevesebbnek számított. Református ünnepeken, környékbeli alkalmi rendezvényeken – az ő vezetésével szerepeltek sikeresen. Az iskolai munkáján kívül fáradhatatlanul törekedett a fiatalok többirányú képzésére és nevelésére. Két hónap híján 41 évet töltött el a cigándi református egyház szolgálatában, amikor az egyházi iskolák államosítása után, 1948-ban nyugállományba helyezték.
| „                             | Léleképítő, áldott nevelői munka volt ez a 41 esztendő. Egész nemzetek sora került ki azóta iskolájából, vallásos, értelmes, hazáját egyházát szerető, gyakorlatias gondolkodású, de a jóra áldozatkész emberek. Mint az egyház egyik kántora és kiváló zeneértő ember református férfi- és vegyeskarával, művészi orgonajátékával emelte isteni tiszteletünk méltóságát... és egyházunk jó hírét. | ” |
| – Presbiteri jegyzőkönyv 1948 | |   |

## Emlékezete

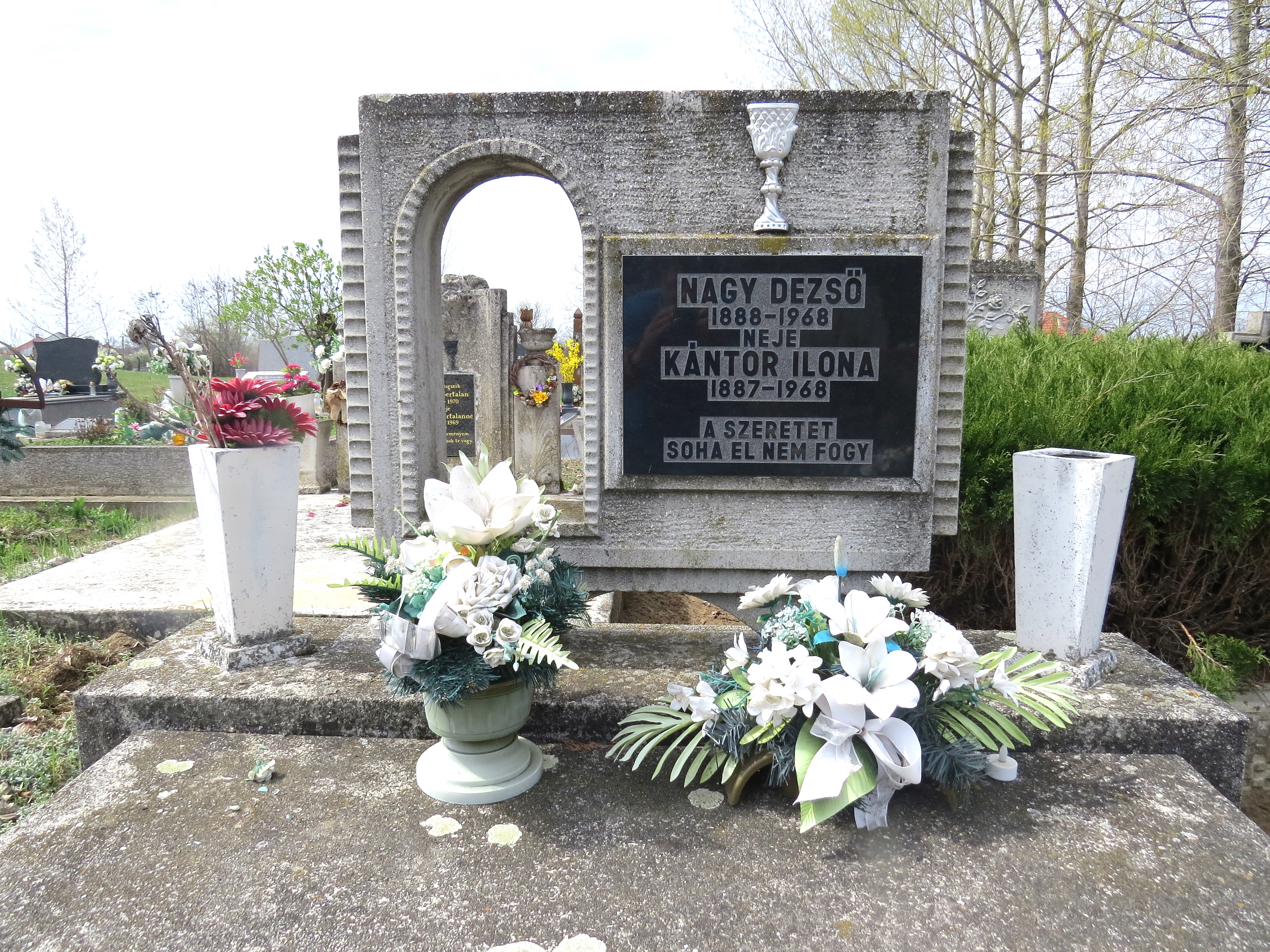
Nagy Dezső síremléke (Cigánd, 2022)

- Az 1950-ben átadott cigándi Művelődési Ház teljes körű felújítását és átépítését követően, 2000. augusztus 20-tól a Nagy Dezső Művelődési Ház és Könyvtár nevet viseli, amely tevékenységével meghatározó szerepet tölt be a Cigánd és a Bodrogköz településeinek közművelődési életében.[4]
- 2017-ben avatták fel Czigándy Varga Sándor alkotását, Nagy Dezső bronzból készült mellszobrát Cigándon, a róla elnevezett művelődési ház előtt.[5]
- A Bodrogközi Múzeumporta kiállítási célokat szolgáló épületében (Sőregi-ház), egy tárló az ő emléke előtt is tiszteleg. [6]

## Érdekesség
Cigándon ő honosította meg a kaptáras méhészkedést.